# Cenemus silhouette
Espèce
Statut de conservation UICN

 EN B1ab(iii)+2ab(iii) : En danger
Cenemus silhouette est une espèce d'araignées aranéomorphes de la famille des Pholcidae.

## Distribution
Cette espèce est endémique des Seychelles.

## Description
Cenemus silhouette mesure 4,5 mm.

## Étymologie
Son nom d'espèce lui a été donné en référence au lieu de sa découverte, Silhouette.

## Publication originale
- Saaristo, 2001 : Pholcid spiders of the granitic Seychelles (Araneae, Pholcidae). Phelsuma, vol. 9, p. 9-28 (texte intégral).